# Amtskirche
Als Amtskirchen werden von kirchlichen Amtsträgern und hauptamtlichen Führungskräften repräsentierte Kirchen bezeichnet, die eine öffentliche Institution darstellen.
Der Begriff wird im deutschen Sprachraum umgangssprachlich vor allem auf die römisch-katholische Kirche, die evangelische Kirche und die altkatholische Kirche mit ihren Hierarchien und innerkirchlicher Macht angewandt. Aber auch als Unterscheidung zur Kirche der Gläubigen und Laienorganisationen wie der Kirchen-Volksbewegung Wir sind Kirche oder dem ZDK e. V., in denen, wie schon in der Würzburger Synode deutlich wurde, nicht jede Regel, Tradition und Meinung kirchlicher Würdenträger anerkannt wird.
Organisationseinheiten dieser Kirchen, z. B. die Diözesen und die Erzdiözesen der römisch-katholischen Kirche, haben den Status als Körperschaft des öffentlichen Rechts nach Artikel 140 GG erlangt.
Das hat unter anderem zur Folge, dass ein Pfarrer oder Pastor mit dem Dienstsiegel, mit dem er kirchliche Dokumente beglaubigen kann, auch als Urkundsperson zur rechtskräftigen Beglaubigung der Echtheit einer Kopie wirken kann.
Für andere Glaubensgemeinschaften, die ebenfalls Körperschaften des öffentlichen Rechts sind, ist die Bezeichnung als Amtskirche hingegen nicht üblich, etwa im Fall der Neuapostolischen Kirche oder des Bunds Evangelisch-Freikirchlicher Gemeinden.